# Béraud III. (Dauphin von Auvergne)
Béraud III. († 28. Juli 1426 auf Burg Ardres) war Dauphin d’Auvergne, Graf von Clermont, Graf von Sancerre und Seigneur de Sagonne.

## Biographie
Béraud III. ist der Sohn von Béraud (II.), genannt le Grand Dauphin, Comte de Clermont, und seiner dritten Ehefrau Marguerite de Sancerre. Durch den Tod seines Vaters (1399) wurde er selbst Graf von Clermont, durch den Tod seiner Mutter (1419) Graf von Sancerre.
Im Jahr 1409 half er dem Herzog von Bourbon, dessen Besitz von Briganten zu befreien, die dort plünderten. Weitere militärische Aktivitäten Bérauds III. sind nicht bekannt. Am 22. Juli des gleichen Jahres heiratete er per Ehevertrag in erster Ehe Jeanne de La Tour d’Auvergne († vor 1416), Tochter von Bertrand IV. de la Tour d’Auvergne († 1423), Seigneur de La Tour-d’Auvergne, und Marie de Montgascon († 1437), Gräfin von Auvergne und Boulogne. Einziges Kind dieser Ehe ist
- Jeanne (* 1412/14[1], † 26. Mai 1436 in Ardres), Comtesse de Clermont, Comtesse de Sancerre, Dauphine d’Auvergne, Dame de Mercoeur et de Combrailles; ⚭ (Ehevertrag vom 9. Oktober und 8. Dezember 1426, persönlich am 8. Dezember 1426) Louis I. de Bourbon, comte de Montpensier († Mai 1486), Sohn von Jean I. de Bourbon, Duc de Bourbon, und Marie de Berry, Duchesse d’Auvergne. Die Ehe blieb ohne Nachkommen.

Im Januar 1423 übergab Béraud III. König Karl VII., die Burgen und Orte Sancerre, Montfaucon, Vailly, Charpignon, und Sagonne, um dort Garnisonen zu stationieren, mit der diese Plätze vor der Besetzung durch Feinde bewahrt werden sollten, die das Berry verwüsteten, wofür der König ihm im Gegenzug für die Dauer des Krieges Issoudun überließ. Am 13. Juli 1425 wurde er zum Gouverneur der Dauphiné ernannt, was er bis zu seinem Tod blieb.
Béraud III. heiratete am 14. Juli 1426 per Ehevertrag in Issoudun Marguerite de Chauvigny († 23. Juli 1473), Tochter von Guy (II.) de Chauvigny, Seigneur de Châteauroux, Vicomte de Brosse, und Antoinette de Cousan. Béraud III. wurde vier Tage nach der Heirat, am 28. Juli 1426, im mehr als 400 Kilometer nördlich gelegenen Ardres unter den Augen des Königs Karl VII. im Staatsrat von Tanneguy III. du Chastel getötet. Marguerite de Chauvigny heiratete in zweiter Ehe Jean II. de Blois-Châtillon, 1433 Vicomte de Limoges, 1448 Comte de Penthièvre.

## Weblink
- Charles Cawley: Medieval Lands, Auvergne, Dauphins d’Auvergne, Comtes de Clermont (online, abgerufen am 16. Juni 2020)